# Radęcin (gromada)
Radęcin – dawna gromada, czyli najmniejsza jednostka podziału terytorialnego Polskiej Rzeczypospolitej Ludowej w latach 1954–1972.
Gromady, z gromadzkimi radami narodowymi (GRN) jako organami władzy najniższego stopnia na wsi, funkcjonowały od reformy reorganizującej administrację wiejską przeprowadzonej jesienią 1954 do momentu ich zniesienia z dniem 1 stycznia 1973, tym samym wypierając organizację gminną w latach 1954–1972.
Gromadę Radęcin z siedzibą GRN w Radęcinie utworzono – jako jedną z 8759 gromad na obszarze Polski – w powiecie choszczeńskim w woj. szczecińskim na mocy uchwały nr V/42/54 WRN w Szczecinie z dnia 5 października 1954. W skład jednostki weszły obszary dotychczasowych gromad Głusko, Lipinka, Łęczyn, Radachowo, Radęcin i Stare Osieczno ze zniesionej gminy Bierzwnik w tymże powiecie. Dla gromady ustalono 9 członków gromadzkiej rady narodowej.
1 stycznia 1962 do gromady Radęcin włączono miejscowości Piaseczno, Rokitno, Ostrowiec, Jarychowo, Antoniewko, Sokołowo, Chyże, Łasko i Wygon ze zniesionej gromady Łasko oraz miejscowości Słowin, Derkacze, Wołogoszcz, Starczewo i Grąsy ze zniesionej gromady Klasztorne w tymże powiecie.
Gromada przetrwała do końca 1972 roku, czyli do kolejnej reformy gminnej. 1 stycznia 1973 w powiecie choszczeńskim reaktywowano gminę Radęcin (zniesioną ponownie w 1976 roku).